# Římskokatolická farnost Petrovice u Blanska
Římskokatolická farnost Petrovice u Blanska (do roku 2004 Římskokatolická farnost Petrovice (Blansko)) je územní společenství římských katolíků v obci Petrovice s farním kostelem sv. Petra a Pavla. Farnost je součástí blanenského děkanství v rámci brněnské diecéze.

## Území farnosti
- Petrovice – farní kostel svatého Petra a Pavla, kaple Neposkvrněného početí Panny Marie
- Karolín – kaple
- Suchdol
- Veselice – kaple sv. Antonína Paduánského
- Žďár – kaple

## Historie farnosti
O farním patronátu je první zmínka roku 1379. Během 16. století působili na faře bratrští duchovní. V průběhu třicetileté války farnost zanikla a od roku 1630 spadala pod doubravickou farnost. Roku 1741 byla postavena nová fara a farnost byla přidělena do nově zřízené sloupské farnosti. Roku 1775 zde vznikla lokálie, od roku 1857 je petrovická farnost opět samostatná. Matriky jsou vedeny od roku 1785. Současný farní kostel byl postaven v letech 1733–1735 pravděpodobně na základech staršího kostela. Roku 1804 byl přestavěn do současné podoby. 

## Bohoslužby
| Kostel                         | Místo     | Bohoslužba              | Poznámka     |
| ------------------------------ | --------- | ----------------------- | ------------ |
| Kaple                          | Karolín   | neslouží se pravidelně  | obecní kaple |
| Kostel sv. Petra a Pavla       | Petrovice | Neděle 9.00 Pátek 17.30 | farní kostel |
| Kaple sv. Antonína Paduánského | Veselice  | neslouží se pravidelně  | obecní kaple |
| Kaple                          | Žďár      | neslouží se pravidelně  | obecní kaple |

## Duchovní správci
Materiální správa farnosti je zajišťována ex currendo z Rájce nad Svitavou-Jestřebí, duchovním správcem (administrátorem in spiritualibus) je P. Mgr. Miroslav Němeček, který sídlí přímo v Petrovicích a nemá žádnou jinou farnost.

## Aktivity ve farnosti
Den vzájemných modliteb farností za bohoslovce a bohoslovců za farnosti brněnské diecéze i Adorační den připadá na 8. září.
Každoročně se ve farnosti koná tříkrálová sbírka. V roce 2017 dosáhl výtěžek sbírky v Petrovicích 19 084 korun.

## Fotogalerie

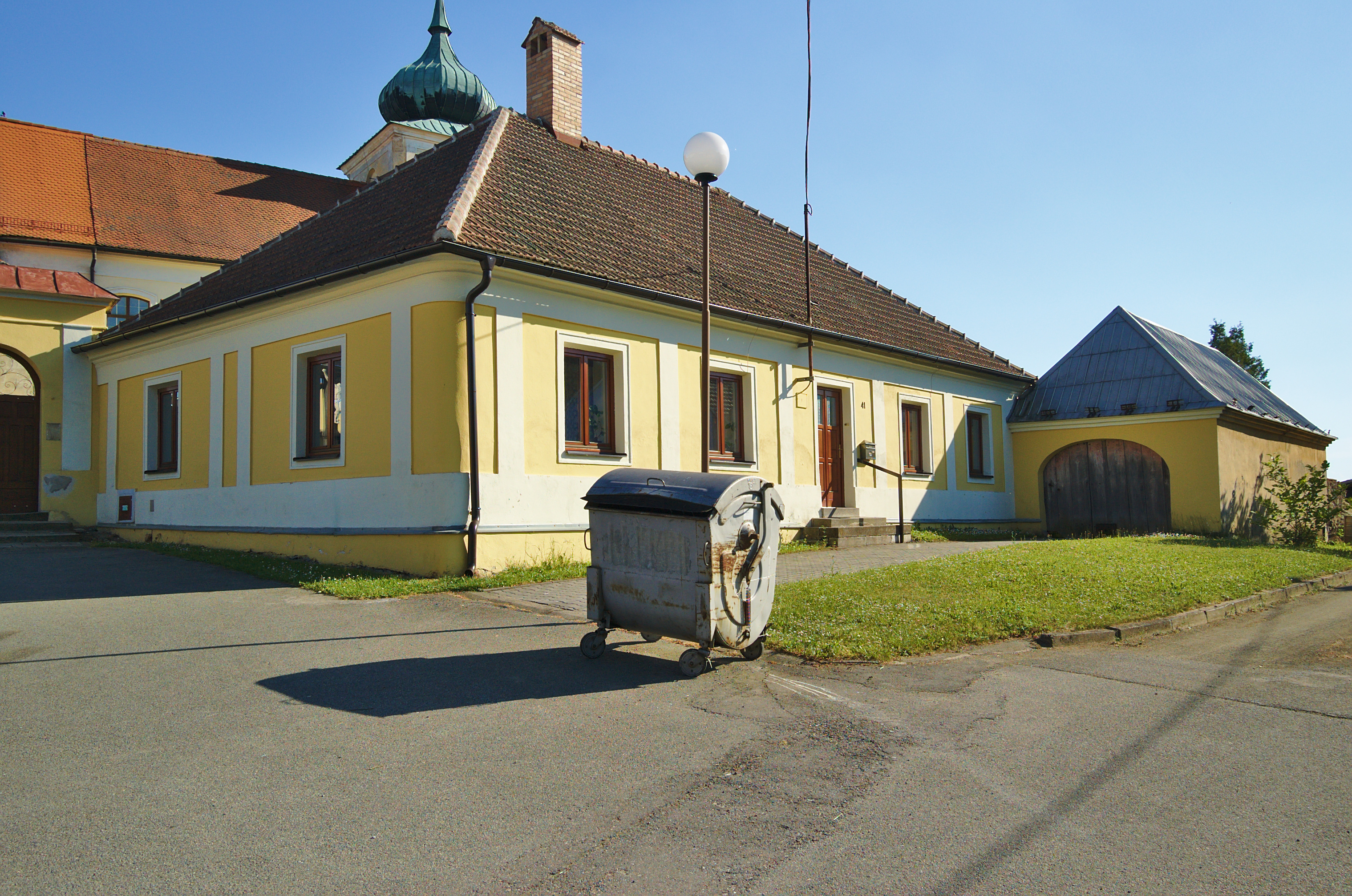
Fara, Petrovice
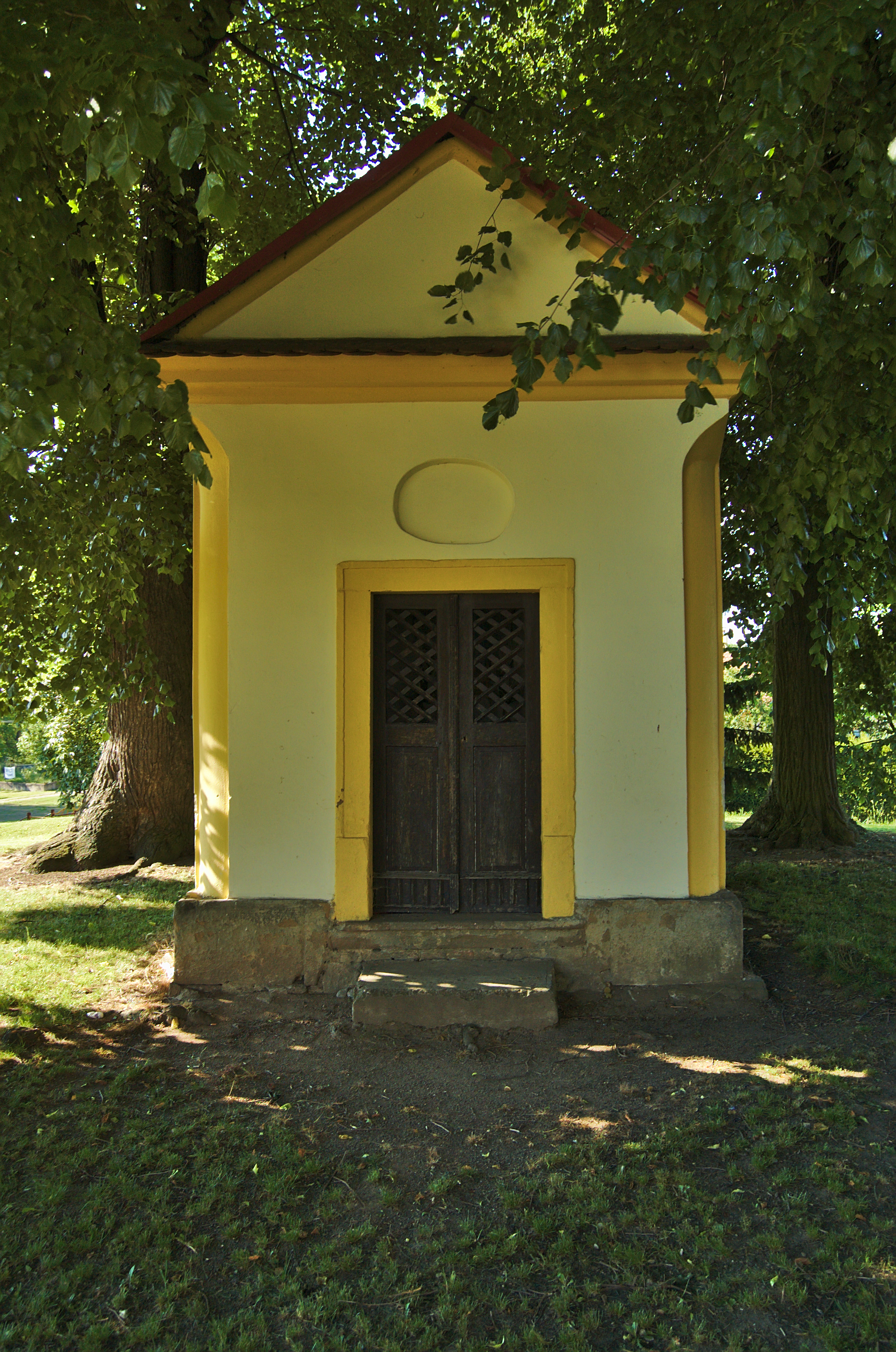
Kaplička, Petrovice
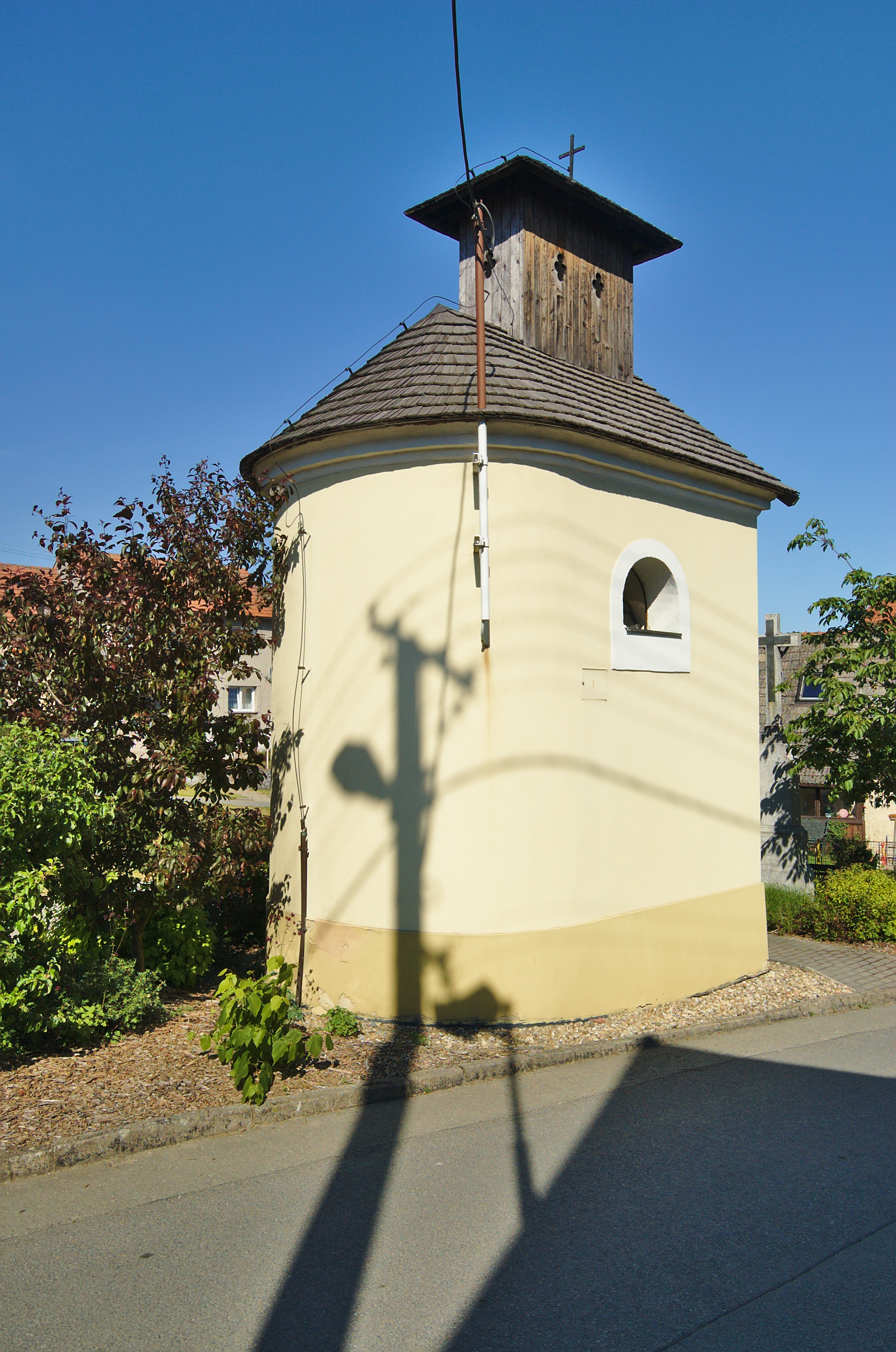
Kaple, Žďár
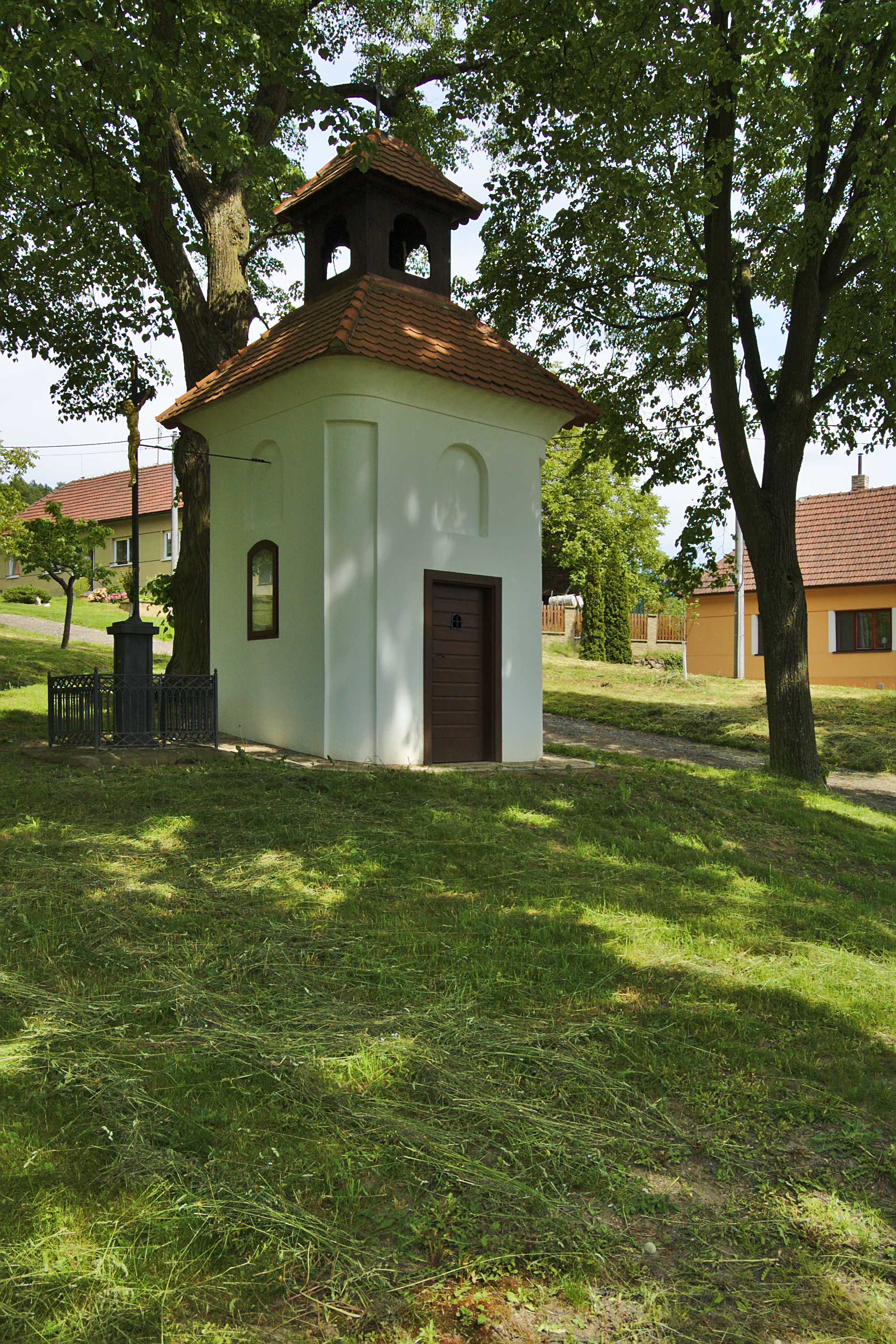
Kaple, Karolín
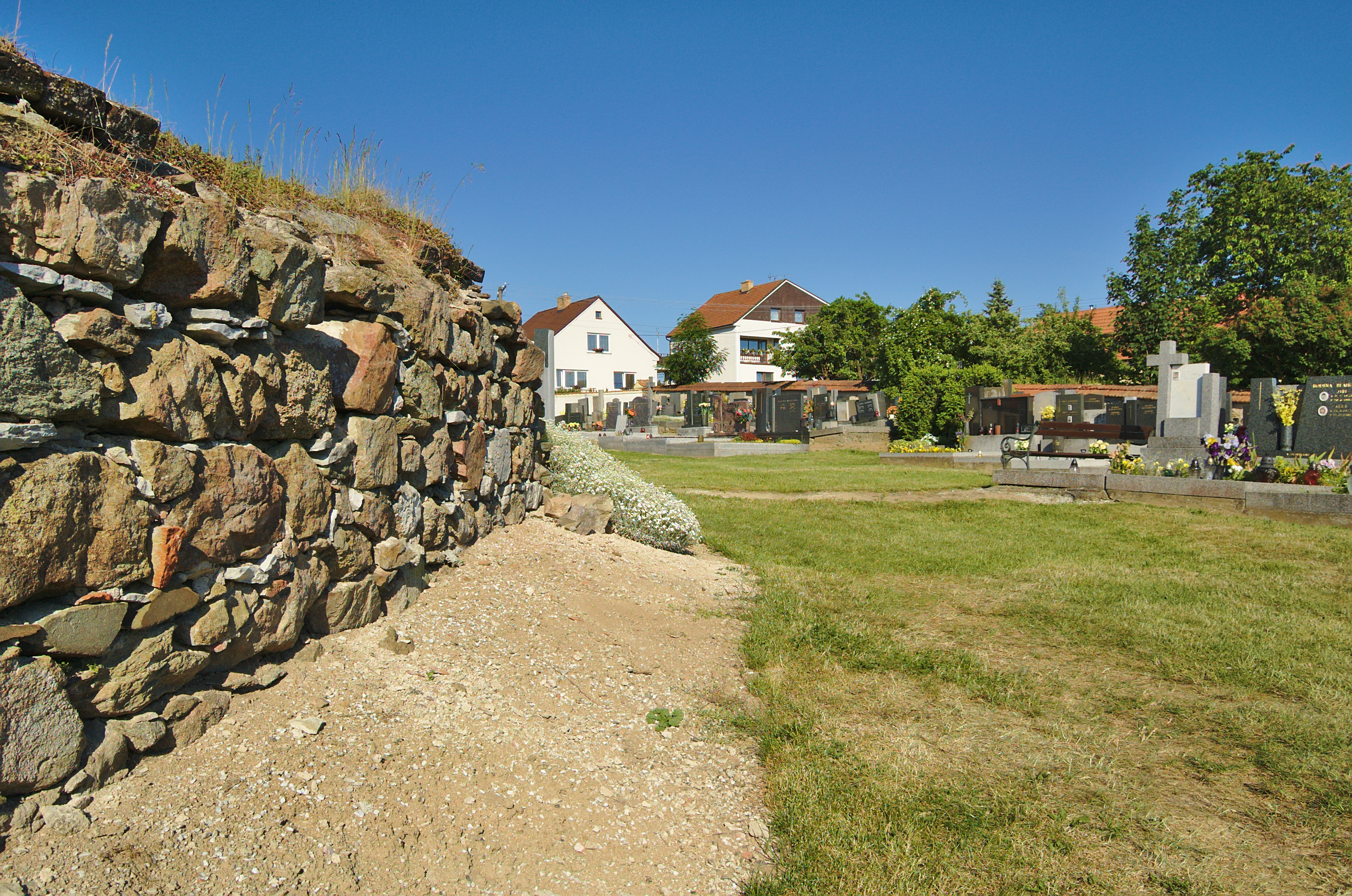
Hřbitov, Petrovice